# Selección de baloncesto sub-20 de China Taipéi
La Selección de baloncesto sub-19 de China Taipéi es el equipo formado por jugadores de nacionalidad taiwanesa entre los 18 a 19 años, que representa a la Asociación de Baloncesto de China Taipéi en las competiciones internacionales organizadas por la Federación Internacional de Baloncesto (FIBA): el Campeonato Mundial de Baloncesto Sub-19 y el Campeonato FIBA Asia Sub-18.

## Participaciones

### Campeonato FIBA Asia Sub-18
| Año  | Sede                                          | Posición                                      |
| ---- | --------------------------------------------- | --------------------------------------------- |
| 1970 | Seúl, Corea del Sur                           | 4°                                            |
| 1972 | Manila, Filipinas                             | 2°                                            |
| 1974 | Manila, Filipinas                             | 3°                                            |
| 1977 | Kuwait, Kuwait                                | No clasificó                                  |
| 1978 | Manila, Filipinas                             | No clasificó                                  |
| 1980 | Bangkok, Tailandia                            | No clasificó                                  |
| 1982 | Manila, Filipinas                             | No clasificó                                  |
| 1984 | Seúl, Corea del Sur                           | No clasificó                                  |
| 1986 | Manila, Filipinas                             | 3°                                            |
| 1989 | Manila, Filipinas                             | 2°                                            |
| 1990 | Nagoya, Japón                                 | No clasificó                                  |
| 1992 | Pekín, China                                  | 5°                                            |
| 1995 | Manila, Filipinas                             | 5°                                            |
| 1996 | Johor Bahru, Malasia                          | 5°                                            |
| 1998 | Calcuta, India                                | 4°                                            |
| 2000 | Kuala Lumpur, Malasia                         | 3°                                            |
| 2002 | Kuwait, Kuwait                                | 6°                                            |
| 2004 | Bangalore, India                              | 5°                                            |
| 2006 | Urumchi, China                                | 4°                                            |
| 2008 | Teherán, Irán                                 | 9°                                            |
| 2010 | Saná, Yemen                                   | 3°                                            |
| 2012 | Ulán Bator, Mongolia                          | 5°                                            |
| 2014 | Doha, Catar                                   | 4°                                            |
| 2016 | Teherán, Irán                                 | 6°                                            |
| 2018 | Bangkok, Tailandia                            | 9°                                            |
| 2020 | Cancelado por la pandemia de COVID-19 en Asia | Cancelado por la pandemia de COVID-19 en Asia |

### Campeonato Mundial de Baloncesto Sub-19
| Año  | Sede                      | Posición       |
| ---- | ------------------------- | -------------- |
| 1979 | Salvador, Brasil          | No clasificó   |
| 1983 | Palma de Mallorca, España | No clasificó   |
| 1987 | Bormio, Italia            | Fase de grupos |
| 1991 | Edmonton, Canadá          | No clasificó   |
| 1995 | Atenas, Grecia            | No clasificó   |
| 1999 | Lisboa, Portugal          | No clasificó   |
| 2003 | Salónica, Grecia          | No clasificó   |
| 2007 | Novi Sad, Serbia          | No clasificó   |
| 2009 | Auckland, Nueva Zelanda   | No clasificó   |
| 2011 | Riga, Letonia             | Fase de grupos |
| 2013 | Praga, República Checa    | No clasificó   |
| 2015 | Heraclión, Grecia         | No clasificó   |
| 2017 | El Cairo, Egipto          | No clasificó   |
| 2019 | Creta, Grecia             | No clasificó   |